# جینو بیبی
جینو بیبی (به ایتالیایی: Gino Bibbi)؛ (۵ فوریه ۱۸۹۹ – ۸ اوت ۱۹۹۹) مهندس، فعال سیاسی، آنارشیست، ضدفاشیست و مبارز ایتالیایی بود که به عنوان خلبان جنگنده جمهوری‌خواه در انقلاب اسپانیا در سال ۱۹۳۶ شرکت کرد. پیش از این، او مهارت‌های مهندسی خود را در خدمت اهدافی قرار داده بود که برای آنها مبارزه می‌کرد. او بمب نارنجک SIPE را که پسر عمویش جینو لوچتی در ۱۱ سپتامبر ۱۹۲۶ به سمت ماشین موسولینی در رم پرتاب کرد، آماده کرده بود. بمب روی سقف خودروی موسولینی منفجر شد، موسولینی آسیبی ندید. بیبی دستگیر شد، اما بعداً فرار کرد و به خارج از کشور گریخت.

## زندگی‌نامه

### سال‌های اولیه
جینو بیبی در آونزا، شهر کوچکی بین ساحل و کارارا متولد شد. کارلو بیبی، پدرش، با مشاغل مختلف: یک تاجر چوب و زمیندار و صاحب معادن (احتمالاً سنگ مرمر) توصیف می‌شود. از نظر سیاسی، کارلو بیبی یک لیبرال و یک میانه‌رو به حساب می‌آمد. جینو بیبی یک خواهر به نام ماریتا «زینگرینا» بیبی (۱۸۹۵–۱۹۹۳) که چهار سال از او بزرگتر بود، داشت. او به عنوان معلم مدرسه ابتدایی آموزش دید، اما بنا بر گفته‌ها، هرگز تدریس نکرد. این دو پس از گذراندن دوران جوانی به روابط نزدیک شخصی و سیاسی خود ادامه دادند.
از دوران کودکی او مطالب نسبتاً کمی ثبت شده است، اما او در شهری بزرگ شد که قبلاً به خاطر گرایش‌ها چپ به خوبی شناخته شده بود، و از چیزی که بعداً نوشت به نظر می‌رسد که پسر مدرسه‌ای جینو بیبی قبلاً از وجدان اجتماعی ناشی از گناه رنج می‌برد: «من آمدم. وقتی دیدم دوستان مدرسه ام حتی کفش ندارند، نزدیک بود گریه کنم. من که ثروتمند بودم، از فقر آنها شرمنده شدم».

### دانشجو، سرباز وظیفه ارتش و فعال ضد فاشیست
بیبی در «موسسه فنی» (کالج) در پیزا تحصیل کرد، اما با رفتن به خدمت سربازی در فوریه ۱۹۱۷ تحصیل را ترک کرد. او در دوره «افسر جوان» در پارما شرکت کرد و با درجه ستوان دوم پیاده نظام خدمت خود را ادامه داد. از آنجا او برای پیوستن به خط مقدم نبرد در لاگارینا، نزدیک مرز اتریش-مجارستان فرستاده شد. او پس از چند ماه به دلیل بیماری شدید حصبه به عقب فرستاده شد. در اکتبر ۱۹۲۲ او به نوعی مرخصی نامحدود از ارتش قرار گرفت و به خانه خود در کارارا بازگشت. او دوباره برای دوره مهندسی در پیزا «موسسه فنی» (کالج) ثبت نام کرد. با این حال، در پایان سال ۱۹۲۲ او به «پلی‌تکنیک میلان»، فراتر از کوه‌های شمال رفت. نشانه هایی وجود دارد که در این زمان او ممکن است «به سمت جنبش آنارشیستی گرایش داشته باشد». از منابع دیگر به نظر می‌رسد که وقتی برای اولین بار در میلان ثبت نام کرد، همچنان خود را یک «دموکرات مداخله‌گر» با تمایلات جمهوری‌خواه می‌دانست. در هر صورت، زمانی که او در میلان بود، آرمان‌ها و انتخاب‌های سیاسی‌اش بلوغ و متبلور شدند. احتمالاً در این دوره بود که او با نظریه‌پرداز آنارشیست بانفوذ، کامیلو برنری، آشنا شد و تا زمان ترور وی در سال ۱۹۳۷ با او در تماس بود. او همچنین با خانواده مولیناری، به‌ویژه با دو پسر اتوره، لیبرو و هنری، دوست شد، خانواده‌ای متشکل از دانشمندان آنارشیست که دارای آرمان‌گرایی بودند.
در همین حال، در اکتبر ۱۹۲۲، در رم، دولت موسولینی قدرت را به دست گرفت. با نگاهی به منشور گذشته‌نگر ارائه‌شده توسط آدولف هیتلر در سال ۱۹۳۳، به آسانی می‌توان لغزش به سوی دیکتاتوری تک حزبی در ایتالیا را به‌عنوان یک دگرگونی نسبتاً تدریجی مشاهده کرد. با این وجود، استفاده سیستماتیک از خشونت به عنوان ابزاری برای نفوذ سیاسی چندین سال در سرتاسر ایتالیا و به ویژه در میلان و به طور کلی در شمال به نمایش گذاشته شده بود. بر خلاف بسیاری از مردم در این مرحله، آنارشیست‌های آزادیخواه مانند بیبی و حلقه گروه او تمایلی به دادن مزیت شک به فاشیست‌ها نداشتند. به نظر می رسد در سال ۱۹۲۳ بود که او رناتو ریچی را در مرکز کارارا مشاهده کرد و مشتی اعلامیه سیاسی «برانداز» را به چهره مردی که یکی از رهبران کارارا بود (و همانطور که بعداً همه چیز مشخص شد) پرتاب کرد. شبه نظامیان فاشیست جوان. بیبی با موتورش فرار کرد اما تحت تعقیب قرار گرفت و او را گرفتند، از دوچرخه‌اش پیاده کردند و به شدت مورد ضرب و شتم قرار گرفتند. کارخانه چوب پدرش بعداً به آتش کشیده شد.
بیبی به عنوان یکی از اعضای فعال محافل آنارشیستی در شهر خود و در میلان که در این مرحله هنوز دانشجو بود. از طریق همکاری با USI (اتحادیه کارگری) او با آلیبراندو جیووانتی آشنا شد: این دو مرد با هم در توزیع «"بررسی اتحادیه کارگری» و سایر موارد تبلیغات اتحادیه کارگری کار کردند. در سال ۱۹۲۴، نام بیبی در فهرست مشترکین مجله نقد آنارشیستی تازه راه‌اندازی شده (و کوتاه مدت) اریکو مالاتستا «فکر و اراده» ظاهر شد. با وجود حمله اوباش که ریچی را وحشیانه در ۱۹۲۳ مورد ضرب و شتم قرار دادند، او همچنان به تبلیغ عقاید آنارشیستی خود ادامه داد و مشخص شد که حمله در سال ۱۹۲۳ اولین مورد از چندین مورد از این قبیل بود. به یاد ماندنی، در ۱۸ مه ۱۹۲۴ او سوار بر اسب در مرکز کارارا ظاهر شد و سپس با سوار شدن بر یک موتورسیکلت، اعلامیه‌های ضد فاشیستی را در روز روشن در سراسر شهر پخش کرد. او بلافاصله دستگیر شد، اما سپس تحت عفو موقت آزاد شد.

## سال‌های آخر عمر
بیبی ربع قرن آخر عمر خود را سپری کرد، و همچنان قاطعانه خود را به عنوان یک آنارشیست قدیمی معرفی می‌کرد و هنوز کاملاً از نهادهای آنارشیسم معاصر و رهبران آنها بیگانه بود. پس از مرگ او در ۸ اوت ۱۹۹۹، کمی بیش از شش ماه پس از تولد یکصدمین سالگرد تولدش، بقایای جینو بیبی در حالی که روسری آنارشیستی قرمز و سیاه به دور گردن بسته شده بود برای سوزاندن فرستاده شد.